# Tower Palace 1 Tower D
 (octobre 2024).
Si vous disposez d'ouvrages ou d'articles de référence ou si vous connaissez des sites web de qualité traitant du thème abordé ici, merci de compléter l'article en donnant les références utiles à sa vérifiabilité et en les liant à la section « Notes et références ».
La Tower Palace One, Tower D est un gratte-ciel résidentiel de Séoul en Corée du Sud. Il appartient au complexe Tower Palace et s'élève à  153 mètres pour 42 étages. 